# Perophthalma tullius
Perophthalma tullius is een vlindersoort uit de familie van de prachtvlinders (Riodinidae), onderfamilie Riodininae.
Perophthalma tullius werd in 1787 beschreven door Fabricius.